# Johann Schack
Johann Schack, auch Johannes Schack (* 12. Mai 1661 in Wollin; † 19. August 1714 in Greifswald), war ein deutscher Rechtsgelehrter und Hochschullehrer.

## Leben
Die Promotion von Johann Schack erfolgte 1698. Im selben Jahr wurde er außerordentlicher Professor der Rechte an der Universität Greifswald. 1704 wurde er Nachfolger von Alexander Caroc als ordentlicher Professor. In dieser Funktion hielt er Vorlesungen über die Institutionen des Gaius, die Pandekten, die Constitutio Criminalis Carolina sowie das Lehnsrecht nach Johann Samuel Stryk. 1706 war er Rektor der Greifswalder Universität. In seinen zahlreichen Schriften äußerte er sich unter anderem zum Staatsrecht und zum Frieden von Rijswijk.
Während des Großen Nordischen Krieges lud er am 15. August 1712 den mit seinen Truppen in Schwedisch-Pommern einmarschierten russischen Zaren Peter I. zu einer Disputation ein.

## Schriften (Auswahl)
- Connexio institutionum juris. 1700.
- Theses juridicae, ex Compendio Lauterbachiano. 1705/1706. (Digitalisate in der Digitalen Bibliothek Mecklenburg-Vorpommern)
- Disputatio Juridica De Commodis Matrimonii. 1706 (Digitalisat)
- De venditione rei alienae. 1710.